# Watertrappen
Watertrappen, ook watertrappelen, is een techniek om in het water het hoofd boven water te houden, door met de benen een trappende beweging te maken. Vaak is het niet mogelijk om tijdens het watertrappen een specifieke richting op te zwemmen.
Om in Nederland een zwemdiploma te halen, diende men dit 1 minuut lang te kunnen volhouden, terwijl men beide wijsvingers boven water houdt en in het water tweemaal om de eigen as draait. Tegenwoordig is dat niet meer vereist, en mogen de handen zelfs actief meehelpen om het lichaam boven water te houden. Ook is voor het A-diploma de duur van het watertrappen verkort naar 15 seconden.